# El árabe (telenovela)
El árabe fue una telenovela producida por Irene Sabido para Televisa en 1980 y basada en la novela The Sheik de E. M. Hull. Fue protagonizada por Enrique Lizalde y Julieta Egurrola. 

## Sinopsis
La frívola joven inglesa Diana Mayo decide hacer un viaje a Arabia para desaburrirse de Londres, a pesar de las advertencias de su hermano Luis y de Lord Saville. En el desierto, la caravana en que viaja Diana es asaltada por los hombres del sheik árabe Ahmed Ben Hassan y el guía es asesinado. Diana es secuestrada por Ahmed quien la lleva a su lujosa tienda árabe. 
A pesar de la resistencia de Diana, Ahmed la hace suya. Diana se convierte en la favorita del sheik, ante los celos de otra de sus mujeres, Zarda, y las atenciones de Gastón, el criado francés de Ahmed. Diana se da cuenta de que Ahmed es despiadado, pues manda que azoten a uno de sus hombres dejándolo casi muerto, pero también puede ser tierno, culto y de gustos refinados. Comienza a enamorarse de él, pero Zarda hará todo la posible por librarse de Diana, incluso intentará entregarla a Ibrahim Omar, enemigo de Ahmed. 
Mientras tanto Luis, el hermano de Diana, ha empezado su búsqueda, ayudado por Lord Saville y Ernesto Illinworth, quien es amigo del sheik Ahmed. El sheik confiesa a Ernesto y a Lord Saville que tiene secuestrada a Diana, una inglesa, por vengarse de lo que su madre sufrió a manos de un inglés, que resulta ser el propio Lord Saville, quien destruyó su vida a causa de su vicio por la bebida; entonces la madre de Ahmed huyó al desierto, donde la amparó el sheik Hassan, lo mismo que al hijo que llevaba en sus entrañas… Lord Saville es el verdadero padre de Ahmed, pero él lo rechaza. 
Ibrahim Omar trata de llevarse a Diana y hiere a Ahmed cuando éste trata de defenderla, pero Ernesto le dispara salvando la vida de Ahmed y matando a Ibrahim. A pesar de las advertencias de Lord Saville y de Ernesto, que se ha enamorado de ella, pero que no podría traicionar a su amigo Ahmed, Diana decide que se quedará al lado del sheik, pues lo ama.

## Elenco
- Enrique Lizalde - Ahmed Ben Hassan
- Julieta Egurrola - Diana Mayo
- Claudio Brook - Lord Saville
- Norma Lazareno - Zarda
- José Alonso - Ernesto
- Wally Barrón - Ibrahim Omar
- Oscar Servín - Enrique Gastón
- Dina de Marco - Yadira
- Sergio Zuani - Anuar
- Chela Nájera
- Guillermo Aguilar - Luis Mayo
- Eduardo Borja - Mustafa Alí
- Héctor Téllez - Yusef
- Santanón - Hassan
- Mario Lage - Abiud
- Ramón Ochoa - Karim
- Rubén Calderón - Illingworth
- Claudia Guzmán - Yazmín